# Otto Jungkunz
Otto Jungkunz (Würzburg, 23 juli 1892 - Bruck, 9 juni 1945) was een Duitse officier en SS-Oberführer tijdens de Tweede Wereldoorlog. Hij voerde het commando over de Duits-Italiaanse eenheid 29. Waffen-Grenadier-Division der SS (italienische Nr. 1) aan het einde van de Tweede Wereldoorlog.

## Leven
Op 23 juli 1892 werd Otto Jungkunz in Würzburg geboren. Hij was de zoon van een zakenman. Hij meldde zich aan bij het Beiers leger. Op 1 oktober 1913 werd hij als Schutze geplaatst in het Königlich Bayerisches 9. Infanterie-Regiment „Wrede“.

### Eerste Wereldoorlog
Na het uitbreken van de Eerste Wereldoorlog, werd Jungkunz in juli 1914 bevorderd tot Unteroffizier. Hij diende bij een MG-Kie (MG-compagnie) van het Königlich Bayerisches 9. Infanterie-Regiment „Wrede“. Jungkunz werd overgeplaatst naar een Res IR (reserve infanterieregiment). Daarna werd hij bevorderd tot Vize-Feldwebel der Reserve. Jungkunz eindigde zijn diensttijd bij het Königlich Bayerisches 23. Infanterie-Regiment „König Ferdinand der Bulgaren“.

### Interbellum
Na zijn diensttijd ging Jungkunz studeren voor technisch ingenieur. Op 1 oktober 1931 meldde hij zich aan bij de Schutzstaffel en werd als SS-Bewerber (kandidaat lid) ingeschaald. Op 8 juli 1932 werd Jungkunz bevorderd tot SS-Scharführer (sergeant). In hetzelfde jaar werd hij ook bevorderd tot SS-Truppführer (sergeant 1e klasse). Er volgden nog meerdere bevorderingen. Op 9 november 1933 werd Jungkunz bevorderd tot officier in de Allgemeine SS, SS-Sturmführer (tweede luitenant). Van 15 oktober 1933 tot 28 februari 1934 was hij commandant van de 5. Sturm in de I.Sturmbann van het 56.SS-Standarte. Op 1 maart 1934 werd hij benoemd tot commandant van de 51.SS-Standarte "Harz". In het jaar 1934 werd Jungkunz drie keer bevorderd! Op 5 april 1934 tot SS-Obersturmführer (eerste luitenant), op 18 juni 1934 tot SS-Hauptsturmführer (kapitein) en op 9 november 1934 tot SS-Sturmbannführer (majoor).
Op 1 april 1936 werd Jungkunz benoemd tot commandant van het SS-Abschnitt VI. Gedurende deze tijd diende hij ook in het reserve van het Heer, en werd naar de cavalerieschool in Hannover gestuurd. Op 20 april 1937 werd hij bevorderd tot Leutnant der Reserve. Hierna volgde voor Jungkunz zijn laatste bevordering in de Allgemeine SS, namelijk tot SS-Oberführer. Vanaf 21 maart 1938 tot einde van de Tweede Wereldoorlog was hij commandant van het SS-Abschnitt VIII.

### Tweede Wereldoorlog
Vanaf 15 februari 1940 werd Jungkunz overgeplaatst naar de Waffen-SS, en verliet de reserve van het Heer en hij werd tot SS-Hauptsturmführer der Reserve (W-SS) bevorderd, waarna hij benoemd werd tot commandant van de SS-Kraftfahr-Ersatz-Abteilung. Op 1 augustus 1940 volgde zijn bevordering tot SS-Sturmbannführer der Reserve (W-SS). Jungkunz werd nog twee keer bevorderd. Hij werd voor meer dan de helft van augustus '42 in de Reserve gezet. Op 1 september 1942 werd hij benoemd tot Standortkommandant Hegewald in Oekraïne, dit was het hoofdkwartier van de Reichsführer Heinrich Himmler. Op 20 april 1943 werd Jungkunz bevorderd tot SS-Oberführer der Reserve (W-SS). Hierna volgde zijn overplaatsing naar het SS-Personalhauptamt, en daar werd hij als reserveofficier in de Stabsabteilung (stafafdeling) geplaatst. Hierna werd Jungkunz toegewezen aan de staf van de HöSSPF Italië de SS-Obergruppenführer Karl Wolff. In Italië nam hij het commando over de 1. Sturmbrigade Italienische Freiwilligen-Legion, en bleef in bevel tot het legioen werd uitgebreid van brigade tot divisie. Op 15 februari 1945 droeg Jungkunz het commando over aan de voormalige Ia en plaatsvervangend bevelhebber Constantin Heldmann. Hierna werd Jungkunz naar het SS-Führungshauptamt (SS-FHA) gecommandeerd, als chef technisch adviseur in het Amt VIII (Waffenamt) ingezet. Hij bleef in het SS-FHA tot het einde van de Tweede Wereldoorlog.

## Na de oorlog
Op 9 juni 1945 pleegde Jungkunz zelfmoord in Bruck. De verdere toedracht en omstandigheden rond zijn dood zijn onduidelijk.

## Familie
Jungkunz was getrouwd. Het echtpaar had geen kinderen.

## Carrière
Jungkunz bekleedde verschillende rangen in zowel de Allgemeine-SS als Waffen-SS. De volgende tabel laat zien dat de bevorderingen niet synchroon liepen.
| Datums           | Beiers leger               | Allgemeine-SS          | Heer                 | Waffen-SS                                 |
| ---------------- | -------------------------- | ---------------------- | -------------------- | ----------------------------------------- |
| 1 oktober 1913   | Schutze                    | —                      | —                    | —                                         |
| juli 1914        | Unteroffizier              | —                      | —                    | —                                         |
|                  | Vize-Feldwebel der Reserve | —                      | —                    | —                                         |
| 1 oktober 1931   | —                          | SS-Bewerber            | —                    | —                                         |
| 8 juli 1932      | —                          | SS-Scharführer         | —                    | —                                         |
| 9 oktober 1932   | —                          | SS-Truppführer         | —                    | —                                         |
| 15 oktober 1933  | —                          | SS-Obertruppführer     | —                    | —                                         |
| 9 november 1933  | —                          | SS-Sturmführer         | —                    | —                                         |
| 5 april 1937     | —                          | SS-Obersturmführer     | —                    | —                                         |
| 18 juni 1934     | —                          | SS-Hauptsturmführer    | —                    | —                                         |
| 9 november 1934  | —                          | SS-Sturmbannführer     | —                    | —                                         |
| 9 november 1935  | —                          | SS-Obersturmbannführer | —                    | —                                         |
| 1 april 1936     | —                          | SS-Standartenführer    | —                    | —                                         |
| 20 april 1937    | —                          | SS-Oberführer          | —                    | —                                         |
| 20 april 1937    | —                          | —                      | Leutnant der Reserve | —                                         |
| 21 maart 1938    | —                          | —                      | —                    | SS-Hauptsturmführer der Reserve (W-SS)    |
| 1 augustus 1940  | —                          | —                      | —                    | SS-Sturmbannführer der Reserve (W-SS)     |
| 20 april 1941    | —                          | —                      | —                    | SS-Obersturmbannführer der Reserve (W-SS) |
| 10 augustus 1942 | —                          | —                      | —                    | SS-Standartenführer der Reserve (W-SS)    |
| 20 april 1943    | —                          | —                      | —                    | SS-Oberführer der Reserve (W-SS)          |

## Lidmaatschapsnummers
- NSDAP-nr.: 832362[10] (lid geworden 1 januari 1932[2][3])
- SS-nr.: 21765[10] (lid geworden 1 oktober 1931[2][3])

## Onderscheidingen
Selectie:
- Herhalingsgesp bij IJzeren Kruis 1939, 2e Klasse op 15 februari 1945[2][4]
- IJzeren Kruis 1914, 2e Klasse[2][4][10]
- Kruis voor Oorlogsverdienste, 1e Klasse (30 januari 1943[4][2]) en 2e Klasse (30 januari 1941[4][2]) met Zwaarden
- Gewondeninsigne 1918 in zwart[3][4]
- Orde van Militaire Verdienste (Beieren), 2e Klasse met Zwaarden[2][4]
- Dienstonderscheiding (Beieren) (9 dienstjaren)[2]
- Erekruis voor Frontstrijders in de Wereldoorlog[2][10]
- Dienstonderscheiding van de SS[2][4]